# 호세 쿠엘보
호세 쿠엘보(스페인어: José Cuervo 호세 쿠에르보[*])는 1795년부터 생산되고 있는 멕시코의 테킬라이다. 테킬라 베이스 칵테일인 테킬라 선라이즈, 마르가리타의 원재료로 사용한다. 대한민국에서는 호세 쿠엘보 실버와 골드가 판매되고 있다.